# Joseph Schütz (Slawist)
Joseph Schütz (* als Josif Josifovic Sjutc am 4. Oktober 1922 in Kathreinfeld im westlichen Banat; † 11. November 1999) war ein deutscher Slawist.

## Leben

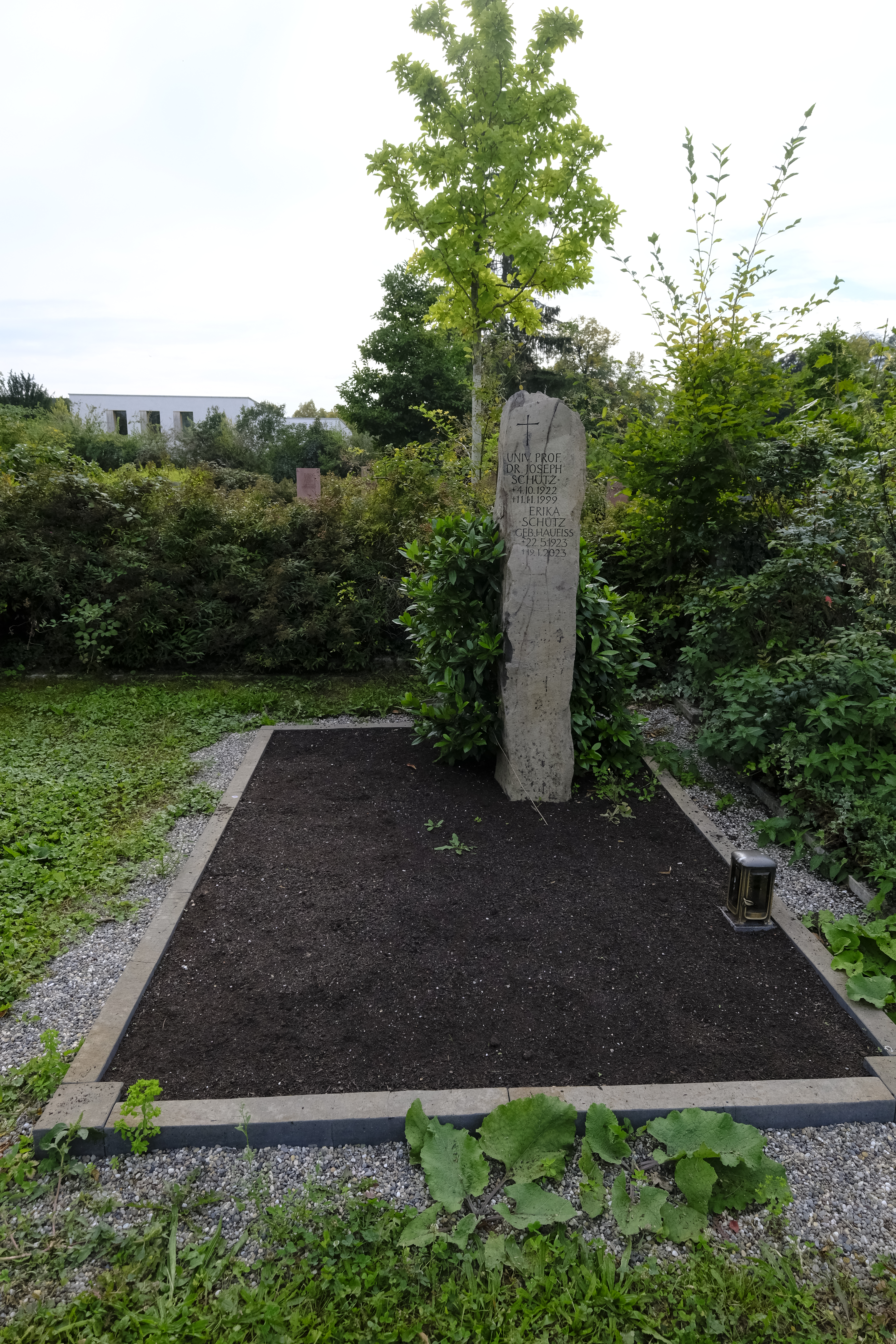
Grabstätte auf dem Hauptfriedhof Freiburg

Joseph Schütz studierte an der Philosophischen Fakultät der Universitäten Leipzig und Berlin sowie München. 1954 wurde er promoviert. 1960 habilitierte er sich und war als Privatdozent tätig. 1964 erhielt er einen Ruf auf den Lehrstuhl für Slavische Philologie, Slawische Sprachen und Literatur an der Universität Erlangen-Nürnberg und übernahm den Vorstand des Instituts für Slawistik. 1990 wurde er emeritiert.
Joseph Schütz engagierte sich für zahlreiche Sozialprojekte im Heiligen Land und war Mitglied im Deutschen Verein vom Heiligen Lande. 1976 wurde er von Kardinal-Großmeister Maximilien de Fürstenberg zum Ritter des Ritterordens vom Heiligen Grab zu Jerusalem ernannt und am 8. Mai 1976 im Trierer Dom durch Franz Hengsbach, Großprior des päpstlichen Ordens in Deutschland, investiert. Er war zuletzt Komtur des Päpstlichen Laienordens.